# Kennel Club
Kennel Club (deutsch wörtlich: Zwinger-Verein, Abkürzung KC) ist eine Bezeichnung für Dachverbände der Hundezucht im englischsprachigen Raum. Ohne weitere Benennung ist mit Kennel Club meist der britische KC gemeint.

## Verwendung der Bezeichnung Kennel Club
Zahlreiche Verbände auch außerhalb des englischen Sprachraums führen entweder direkt diesen englischen Namen oder werden zumindest üblicherweise mit dieser Bezeichnung in die englische Sprache übersetzt. Die Bezeichnung wird sowohl für regionale Verbände wie für nationale Verbände verwendet, die Züchter verschiedener Rassen vereinen. Rassezuchtvereine (also Zuchtvereine, die sich nur einer Rasse widmen) heißen dagegen auf Englisch Breed Club (Rasseclub). Der Begriff kennel club wird von der FCI oft in englischsprachigen Publikationen als neutraler Begriff für einen nationalen Dachverband verwendet wie im folgenden Auszug aus den FAQ auf der englischsprachigen Internetseite der FCI:

“For the following questions, the FCI requests the visitors (PRIVATE PEOPLE) to turn to the national kennel club (FCI members) of their country.”

## Dachverbände mit der Bezeichnung Kennel Club
Als Kennel Club bezeichnen sich mehrere nationale Dachverbände, darunter:
| Name des Verbands        | Land           |
| ------------------------ | -------------- |
| American Kennel Club     | USA            |
| Canadian Kennel Club     | Kanada         |
| Cyprus Kennel Club       | Zypern         |
| New Zealand Kennel Club  | Neuseeland     |
| The Irish Kennel Club    | Irland         |
| The Kennel Club          | Großbritannien |
| The Kennel Club of India | Indien         |
| United Kennel Club       | USA            |

Die Dachverbände aus dem skandinavischen Raum verwenden ähnliche Bezeichnungen. Es sind dies der Dansk Kennel Klub (Dänemark), der Norsk Kennel Klub (Norwegen), der Svenska Kennelklubben (Schweden) und der Suomen Kennelliitto - Finska Kennelklubben (Finnland).